# Vir Das
Vir Das (Deradum, 31 de maio de 1979) é um comediante, ator e músico indiano. Começou sua carreira na comédia stand-up, mas atuou no cinema, estrelando filmes como Badmaash Company (2010), Delhi Belly (2011) e Go Goa Gone (2013). Em 2017, protagonizou o especial da Netflix, Abroad Understanding. Em 2019, participou da série de televisão estadunidense Whiskey Cavalier. Em 2023, ganhou o Prêmio Emmy Internacional de melhor série de comédia pelo especial de stand-up Vir Das: Landing da Netflix.

## Filmografia

### Cinema
| Ano  | Título                  | Papel                               | Nota(s)                                              |
| ---- | ----------------------- | ----------------------------------- | ---------------------------------------------------- |
| 2007 | Namastey London         | Potencial noivo                     | Participação                                         |
| 2007 | Mumbai Salsa            | Rajeev                              |                                                      |
| 2009 | Love Aaj Kal            | Shonty                              |                                                      |
| 2010 | Badmaash Company        | Chandu                              |                                                      |
| 2011 | Delhi Belly             | Arup                                | Indicado - Filmfare Award de Melhor Ator Coadjuvante |
| 2013 | Go Goa Gone             | Luv                                 |                                                      |
| 2013 | Sooper Se Ooper         | Ranvir                              |                                                      |
| 2014 | Shaadi Ke Side Effects  | Manav                               |                                                      |
| 2014 | Revolver Rani           | Rohan Kapoor                        |                                                      |
| 2014 | Amit Sahni Ki List      | Amit Sahni                          |                                                      |
| 2016 | Mastizaade              | Aditya Chotia                       |                                                      |
| 2016 | Santa Banta             | Banta                               |                                                      |
| 2016 | 31st October            | Devender Singh                      |                                                      |
| 2016 | Raakh                   | Protagonista                        |                                                      |
| 2016 | Shivaay                 | Wahab                               |                                                      |
| 2017 | Patel Ki Punjabi Shaadi | Monty Tondon                        |                                                      |
| 2022 | Sabaash Naidu           | Recepcionista da Embaixada da Índia |                                                      |
| 2022 | The Bubble              | Ronjon                              |                                                      |

### Televisão
| Ano  | Título                       | Papel                   | Nota(s)                         |
| ---- | ---------------------------- | ----------------------- | ------------------------------- |
| 2006 | The Curse of King Tut's Tomb | Jabari                  |                                 |
| 2008 | Mumbai Calling               | Operador de Call Centre | 7 episódios                     |
| 2017 | Conan (talk show)            | Convidado               |                                 |
| 2019 | Whiskey Cavalier             | Jai Datta               |                                 |
| 2019 | Koffee with Karan            | Ele mesmo               | Episódio: Koffee Awards 2019    |
| 2020 | Fresh Off the Boat           | DC                      | Episódio: "The Magic Motor Inn" |

### Web
| Ano  | Título               | Plataforma         | Nota(s)                                       |
| ---- | -------------------- | ------------------ | --------------------------------------------- |
| 2014 | Canvas Laugh Factory | YouTube            |                                               |
| 2017 | Abroad Understanding | Netflix            | Especial de stand-up                          |
| 2018 | Losing It            | Netflix            | Especial de stand-up                          |
| 2019 | Jestination Unknown  | Amazon Prime Video |                                               |
| 2020 | Hasmukh              | Netflix            | Writer and an actor                           |
| 2020 | For India            | Netflix            | Especial de stand-up                          |
| 2020 | Vir Das: Inside Out  | Virdas.in          | Especial de stand-up                          |
| 2020 | Vir Das: Outside In  | Netflix            | Especial de stand-up                          |
| 2022 | Vir Das: Landing     | Netflix            | Ganhou - Emmy Internacional de Melhor Comédia |
| TBA  | Call Me Bae          | Amazon Prime Video | Filmando                                      |